# الکس کوتیر
الکس کوتیر (انگلیسی: Alex Cottier؛ زادهٔ ۶ دسامبر ۱۹۷۳) یک بازیکن فوتبال است.
وی سابقه بازی در تیم ملی بانوان انگلیس را دارد.